# Hadena mucorea
Hadena mucorea là một loài bướm đêm trong họ Noctuidae.